# ویلیام اندرسون (مجموعه‌دار)

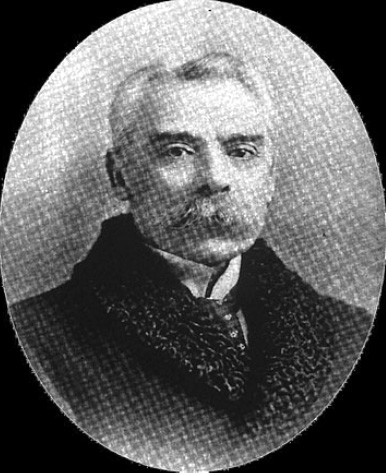
ویلیام اندرسون

ویلیام اندرسون (به انگلیسی: William Anderson)، (زاده ۱۸ دسامبر ۱۸۴۲ – درگذشته ۲۷ اکتبر ۱۹۰۰) یک جراح انگلیسی متولد شوردیچ لندن بود. او پروفسور آناتومی در آکادمی سلطنتی لندن و مجموعه‌دار و محقق مهم هنر ژاپن بود. او اولین رئیس انجمن ژاپن بود. اختلال ژنتیکی بیماری اندرسون فابری به نام او نامگذاری شده است.

## زندگی‌نامه
اندرسون در مدرسه شهر لندن، مدرسه هنر لمبث (جایی که مدال آناتومی هنری به او اعطا شد) و بیمارستان سنت توماس (جایی که جوایز متعددی نیز دریافت کرد) تحصیل کرد. او در سال ۱۸۶۹ عضو کالج سلطنتی جراحان شد. در بیمارستان سنت توماس، در سال ۱۸۷۱ به‌عنوان ثبت‌کننده جراحی و دستیار نشان‌دهنده آناتومی منصوب شد. در سال ۱۸۷۳، او به توکیو، ژاپن نقل مکان کرد و در آنجا استاد آناتومی و جراحی در کالج پزشکی امپراتوری نیروی دریایی بود و سخنرانی‌هایی به زبان انگلیسی و ژاپنی ارائه کرد که برای این منظور آموخت. در اینجا، او مجموعه‌های خود را جمع‌آوری کرد و مطالعه خود را در مورد هنر ژاپنی آغاز کرد. او سرانجام در سال ۱۸۹۵ به‌عنوان فرمانده شوالیه فرمان طلوع خورشید ژاپن منصوب شد.
او در سال ۱۸۸۰ به بیمارستان سنت توماس در لندن بازگشت و در نهایت به‌عنوان مدرس ارشد آناتومی مشغول به کار شد. او در سال ۱۸۹۱ به‌عنوان استاد آناتومی در آکادمی سلطنتی انتخاب شد. او اولین توصیف از اختلال ژنتیکی را منتشر کرد که بعدها به‌عنوان بیماری اندرسون فابری شناخته شد. او دو بار ازدواج کرده بود.

## مجموعه‌ها
در سال ۱۸۸۱، موزه بریتانیا مجموعه بیش از ۲۰۰۰ نقاشی ژاپنی و چینی اندرسون را خریداری کرد و مطمئن شد که یکی از بزرگ‌ترین مجموعه‌های این چنینی را در اروپا دارد (و هنوز هم دارد). بین سال‌های ۱۸۸۲ و ۱۹۰۰، اندرسون مجموعه‌ای از تقریباً ۲۰۰۰ کتاب مصور ژاپنی چاپ‌شده با بلوک‌های چوبی را به کتابخانه کنونی بریتانیا اهدا کرد. او نویسنده کاتالوگ توصیفی و تاریخی مجموعه‌ای از نقاشی‌های ژاپنی و چینی در موزه بریتانیا (۱۸۸۶) بود و همچنین هنرهای تصویری ژاپن (۱۸۸۶).